# بترونيوس
بترونيوس (باللاتينية: Petronius Arbiter)‏ (27 – 66 م) هو سياسي وكاتب وروائي روماني، تعود أصوله إلى روما القديمة. حيث ولد في Massilia . وتولى منصب عضو في مجلس الشيوخ الروماني.
عمل على كتابة أول رواية رومانية "الستيريكون"، لم تبق منها إلا أجزاء فقط. يتناول هذا العمل مغامرات ثلاثة من الرومان وهم يتنقلون في دولة إيطاليا. وقد صور بترونيوس، عن طريق مزجه النثر بالشعر، ظروف الحياة الواقعية تحت حكم الإمبراطور الروماني نيْرُونْ. لقد وصف مجتمعًا يسوده الخداع، والشر، وعدم الإخلاص.
ويتعلق الثلث الباقي من الرواية تقريبًا برجل غني، ولكنه غير متعلم، يُدْعى تريما لتشيو، وبحفل عشاء فاخر يقيمه. أثناء العشاء، يحاول تريما لتشيو، أن يترك انطباعًا قويًا لدى ضيوفه، بما يُظَنّ أنه الذوق الرفيع، لكن ميل المضيف للاستعراض، وجلافته، يُعرّيان دونيته الثقافية مقارنة بضيوفه الأرقى فكرًا. اعتقد الدارسون أن بترونيوس كتب الرواية ليسخرَ من المجتمع الروماني تحت حكم نيْرُونْ.
توفي في كوماي.

## أعمال بارزة
من أهم أعماله:
- الستيريكون

## روابط خارجية
- بترونيوس على موقع IMDb (الإنجليزية)
- بترونيوس على موقع الموسوعة البريطانية (الإنجليزية)
- بترونيوس على موقع ألو سيني (الفرنسية)
- بترونيوس على موقع ميوزك برينز (الإنجليزية)
- بترونيوس على موقع إن إن دي بي (الإنجليزية)
- بترونيوس على موقع ديسكوغز (الإنجليزية)
- بترونيوس على موقع قاعدة بيانات الفيلم (الإنجليزية)